# José Bento Carlos Amaral
José Bento Carlos (do) Amaral (São Carlos, 21 de março de 1931 — São Carlos, 17 de fevereiro de 2024)  foi um político brasileiro. Foi prefeito de São Carlos durante quase dois anos, entre 1º de fevereiro de 1969 e 23 de abril de 1970.
Foi afastado do cargo pelo governo federal, durante a ditadura militar, por perseguição política, sendo inclusive, vítima de tortura. Foi nomeado o interventor Antônio Teixeira Viana que o substituiu para completar o mandato.
Foi vereador por três legislaturas.